# آرثر يونغ
آرثر يونغ (بالإنجليزية: Arthur Young)‏ (و. 1898 – 1959 م) هو ممثل، من المملكة المتحدة، ولد في بريستول، توفي في لندن، عن عمر يناهز 61 عاماً.

## وصلات خارجية
- آرثر يونغ على موقع IMDb (الإنجليزية)
- آرثر يونغ على موقع أول موفي (الإنجليزية)
- آرثر يونغ على موقع قاعدة بيانات الأفلام السويدية (السويدية)
- آرثر يونغ على موقع قاعدة بيانات الفيلم (الإنجليزية)